# 구로마쓰나이역
구로마쓰나이역(일본어: 黒松内駅, Kuromatsunai-Eki)은 일본 홋카이도 슷쓰 군 구로마쓰나이정에 있는 홋카이도 여객철도 하코다테 본선의 철도역이다.

## 역 구조
2면 3선의 혼합식 승강장을 가지고 있는 지상역으로, 오샤만베역에서 관리하는 무인역이다.

### 승강장
| 1 | ■ 하코다테 본선 | 오샤만베 방면               |
| 2 | ■ 하코다테 본선 | 삿포로 · 오타루 · 굿찬 방면 |
| 3 | ■ 하코다테 본선 | 임시 승강장                 |

## 역 주변
- 구로마쓰나이 정사무소
- 구로마쓰나이 우편국
- 홋카이도 구로마쓰나이 중학교
- 구로마쓰나이 정 고쿠호 병원
- 슷쓰 경찰서 구로마쓰나이 주재소

## 역사
- 1903년 11월 3일 - 홋카이도 철도의 일반역으로 개업.
- 1907년 7월 1일 - 홋카이도 철도 국유화.
- 1920년 10월 24일 - 슷쓰 철도선 개업.
- 1968년 8월 14일 - 슷쓰 철도선 운행 중지.
- 1972년 5월 11일 - 슷쓰 철도선 폐지.
- 1982년 3월 1일 - 화물 취급 폐지.
- 1985년 3월 14일 - 수하물 취급 폐지.
- 1987년 4월 1일 - 일본국유철도 분할 민영화로 홋카이도 여객철도가 계승.
- 2002년 4월 1일 - 역장 폐지, 오샤만베 역이 관할하기 시작.
- 2007년 4월 1일 - 무인화.
- 2007년 10월 - 역 번호 부여. S30.

## 인접한 역
| 홋카이도 여객철도 하코다테 본선 | 홋카이도 여객철도 하코다테 본선 | 홋카이도 여객철도 하코다테 본선 |
| ------------------------------- | ------------------------------- | ------------------------------- |
| S32 후타마타 오샤만베 방면      | ■ 하코다테 본선                 | S29 넷푸 오타루 방면            |